# Frangenheim (Vettweiß)
Frangenheim ist ein Ortsteil der Gemeinde Vettweiß im Kreis Düren in Nordrhein-Westfalen. Bis 1932 war Frangenheim eine eigenständige Gemeinde in der preußischen Rheinprovinz.

## Geographie
Frangenheim ist ein kleines Dorf und liegt etwa zwei Kilometer südwestlich des Kernorts von Vettweiß an der Straße zwischen den Ortsteilen Froitzheim und Soller. Die ehemalige Gemeinde Frangenheim besaß 1925 eine Fläche von 2,11 km².

## Geschichte
Die erste urkundliche Erwähnung von Frangenheim stammt aus dem Jahre 1099. Seit dem 19. Jahrhundert bildete Frangenheim eine Landgemeinde im Amt Froitzheim des damaligen Kreises Düren. Am 1. Oktober 1932 wurde Frangenheim nach Froitzheim eingemeindet.

## Einwohnerentwicklung
| Jahr | Einwohner | Quelle |
| ---- | --------- | ------ |
| 1871 | 100       | [ 4 ]  |
| 1885 | 100       | [ 5 ]  |
| 1910 | 64        | [ 6 ]  |
| 1925 | 83        | [ 1 ]  |

## Verkehr
Busse des Rurtalbus binden den Ort an den öffentlichen Personennahverkehr über die AVV-Linien 290 und 291 an. Bis zum 31. Dezember 2019 wurde der Busverkehr vom BVR Busverkehr Rheinland erbracht. Zudem verkehrt die Linie N2.
| Linie | Verlauf |
| ----- | --- |
| 290   | Düren Bf/ZOB – StadtCenter – Kaiserplatz – Stockheim – Soller – Frangenheim – Froitzheim (– Zülpich Frankengraben – Zülpich Bf)                  |
| 291   | Düren Bf/ZOB – StadtCenter – Kaiserplatz – Stockheim – Soller – Frangenheim – Froitzheim – Ginnick – Embken – (Muldenau ←) Wollersheim – Vlatten |
| N2    | Nachtbus: nur in den Nächten Fr/Sa und Sa/So Düren Bf/ZOB → Kaiserplatz → Merzenich → Nörvenich → Vettweiß → Stockheim → Binsfeld                |